# Lajes repülőtér
A Lajes repülőtér (IATA: TER, ICAO: LPLA) Portugália egyik nemzetközi repülőtere, amely Terceira szigetén található az Azori-szigeteken. Éves utasforgalma 604 577 fő (2017).

## Forgalom
Az utasforgalom az elmúlt években az alábbi módon változott:
| Utasok száma | 3013 | 10 285 | 69 351 | 164 454 | 298 558 | 359 037 | 477 377 | 385 204 | 604 577 | 678 099 |
|              | 1963 | 1968   | 1972   | 1977    | 1982    | 1988    | 2008    | 2013    | 2017    | 2022    |